# William Fritz
William Fritz, född 1914, död 1995, var en friidrottare från Kanada. Han deltog vid olympiska sommarspelen 1936.